# Mortimer-ügy
A Mortimer-ügy a magyar sajtóban nagy visszhangot kiváltó bűnügy volt 2005. május 8-án. A Mortimer becenévre hallgató Gyurcsa Mihály, 17 éves szakközépiskolai tanuló egy karddal megszúrta a 15 éves Patai Józsefet. Az ügynek óriási visszhangja lett, mivel a sértett cigány származású, ráadásul kiskorú volt, ezért a sajtó – felelőtlenül – azonnal rasszista támadást kezdett emlegetni, még azelőtt, hogy akár csak az életveszélyes – egyébként kihallgatásra alkalmatlan – állapotban lévő sértett meghallgatására sor kerülhetett volna. Tüntetésektől kezdve parlamenti interpellációig számos fórumon elítélték az esetet. A hatóságok egyébként soha nem állították, hogy rasszista indíték játszott volna szerepet a támadásban – és ezt a későbbi nyomozás sem igazolta –, ráadásul kiderült, hogy a sértetthez hasonlóan az elkövető, Mortimer is cigány származású.

## A rövid tényállás
2005. május 8-án a budapesti 21-es autóbusz végállomásánál, a budai Várfok utcában a kiskorú Patai József sértett két társával együtt a buszra várakozott. Ide érkezett meg Gyurcsa Mihály (Mortimer) I. rendű vádlott öt társával együtt, akik egy hagyományőrző csoport tagjaiként feltűnést keltő ruházatban gyakorolni szerettek volna menni a Normafához. Több fegyver is volt náluk, köztük kardok, pajzsok; a buszon emiatt vita alakult ki a két csoport között, melynek végén Mortimer több próbálkozás után (elsőre beakadt a busz tetejébe) elővett tokjából egy 80 cm-es pengehosszúságú kardot, és megszúrta Patai József sértettet. A kard a sértett hónalja alatt ment be és a hasán jött ki. A szúrás a májat-gyomrot és a tüdőcsúcsot érintette, a lépet pedig roncsolta, azt később el kellett távolítani. A sértett életét csak a gyors orvosi beavatkozás mentette meg, sokáig életveszélyben volt. Az I. rendű vádlott és társai ezt követően leszálltak a buszról és elhagyták a helyszínt. Mortimer később a kardot állítólag az Óbudai-szigeten egy bokorban rejtette el, de a testvére később visszament a helyszínre, megkereste a kardot, majd azt hazavitte és flexszel feldarabolta, illetve kalapáccsal összetörte; egy részét a kukába, egy részét a hűtőláda alá rejtette, amit később a házkutatás során meg is találtak.

## A nyomozati szakasz
A nyomozás során, bár a sajtó rasszista támadást emlegetett, erre utaló jel végül nem merült fel. A nyomozóhatóság összesen 40 tanút hallgatott ki, ebből 10 volt releváns, illetve további 7 aki a vádlott személyiségével kapcsolatban nyilatkozott. Hét szakértőt rendeltek ki, köztük orvost, elmeorvost, pszichológust, daktiloszkópiai szakértőt, vegyészt, hemogenetikust és nyomszakértőt. Ezen kívül grafikus segítségét is igénybe vették.
Végül a nyomszakértő eljárása hozott eredményt, ő vizsgálta a kardot, melyből két, nem egymáshoz illeszkedő részt találtak meg, de a szakértő megállapította, hogy nagy valószínűséggel ezek a részek egy kardhoz tartoznak. Mivel kiskorú sértettről volt szó, soron kívüli nyomozást rendeltek el a Be. előírásai szerint.
A nyomozás első tíz napjában nem lehetett tudni, hogy ki az elkövető. A Budapesti Rendőr-főkapitányság egymillió forint nyomravezetői díjat tűzött ki. A gyors nyomozás eredményeképpen május 19-én már ismert volt az elkövető, 20-án elfogták a tettest. A nyomozást követően az ügyészség két héten belül benyújtotta a vádiratot. Az ügyben szerepelt egy „nemo” fedőnevű tanú, aki a sértettel átellenben ült a busz négyes ülésén, és közvetlen közelről látta az egész esetet. Ő rendkívül részletes, mintegy három oldalas vallomást tett az ügy részleteiről, azonban az ügyészség ezt később az eljárásban nem tudta felhasználni, ugyanis „nemo” nem vállalta sem a nevét, sem a részvételt a tárgyaláson.

## Tárgyalási szakasz

### Mortimer személyisége
Az ügy szereplői szerint Gyurcsa Mihály személyisége ellentmondásos. Az eljárás során viselkedése visszafogott, kontrollált volt. A szülők és osztályfőnöke véleménye szerint nyugodt, türelmes, mélyen vallásos ember. Az előzetes fogvatartás során első kérése egy Biblia volt, és gyakran látogatta őt a börtönlelkész is. További ellentmondásos tény, hogy Gyurcsa Mihály családja egyfajta szektaszerű vallási közösséget alkotott, melynek feje édesapja volt. A közösségben a vádlott volt az „Isteni seregek földi helytartója”, aki majd a „végső háborúban” az isteni seregeket vezeti, de addig is gyilkolnia kell a lelkeket.
A védelem által felkért pszichológus szakértő véleménye szerint az I. rendű vádlott csendes, tisztelettudó fiatalember, aki egy konfliktushelyzetben inkább a védekezést keresi, mint a támadást. Az ő megítélése szerint nem történhetett meg a cselekmény úgy, ahogy azt a sértett adta elő. Elmekórtani elváltozás nem volt kimutatható.

### A védelem
Az I. rendű vádlott együttműködött a rendőrséggel, és ténybeli beismeréssel segítette a bíróság munkáját.
A sértett és barátai állították, hogy nem adtak okot a történtekre. A feltűnő ruházatban fegyverekkel megjelenő „Mortimert” és társait megbámulták, állításuk szerint erre a „Mit bámulsz?” kérdés után már szúrt is.
A I. rendű vádlott és társai elmondása szerint az eset a következőképpen zajlott le: Patai József társaságával irritálóan nézett rájuk, majd fenyegetés hangzott el: „Nyakon szúrlak, te kis mitugrász!”, és egy zsebkést vett elő. „Mortimer” a sértettnek megmutatta a kardot, és azt mondta: „Ettől kellene félned?”, aki erre úgy válaszolt: „Miért, mit csinálsz, leszúrsz?”. Ezt követően „Mortimer” elvesztette az egyensúlyát, és véletlenül megszúrta a 15 éves fiút.
Az I. rendű vádlott és társai szerint bár a sértett megfenyegette őket, de komoly vita nem zajlott le. A védőügyvéd szerint ez nem lett volna elég ok a támadásra a félénk védencének. Az ügyvédnő szerint a valódi ok az volt, hogy meg akarták támadni. A nyomozati szakaszban „Mortimer” és társai állították, hogy a sértettnél kés volt. A sértettnek pedig volt már egy korábbi ügye, amikor még gyermekkorúként késsel fenyegetőzve vett el egy kerékpárt egy másik, csak 13 éves gyermektől. A védelem jogos védelmi helyzetre hivatkozott, bár elismerte, hogy az I. rendű vádlott túllépte a jogos védelmi helyzetet, hiszen a kis zsebkéssel szemben egy 80 cm-es kardot állított. Ez azonban feldúlt lelkiállapotának tudható be, ijedtében rosszul mérte fel a helyzetet. Az egyetlen objektív tanú, aki nem volt köthető egyik félhez sem, kést nem látott, viszont arról számolt be, hogy a szúrás roppant esetlen mozdulat volt. A védőügyvéd szerint ez megerősíti Gyurcsa Mihály azon állítását, hogy egyensúlyvesztés miatt szúrt.

### Bizonyítási eljárás
Az eljárás során Gyurcsa Mihály többször is ellentmondásba keveredett. Kezdetben azt állította hogy a busz haladt az incidens alatt és hirtelen fékezett, illetve kikerült egy autót, és ettől vesztette el az egyensúlyát. Később megbotlott a szerelő aknában, és emiatt szúrta meg véletlenül a sértettet. A tanúvallomások ezt megcáfolták, a busz állt az eset bekövetkeztekor. Mortimer társasága a tárgyalásra visszavonta vallomását a késről. Volt, aki azt állította, hogy csak a másiktól hallotta hogy: "Vigyázz kés van nála!" ezért vallott késről. Egy tanú maradt csak, aki kitartott a késes történet mellett, a I. rendű vádlott unokatestvére. A hölgy azt állította, hogy látta mikor a sértett a zsebébe nyúl, valószínűleg késért, és később a támadás után látta a földön heverő eszközt. Ezt – a földön heverő kést – egyetlen más tanú sem látta. A kétszeri helyszíni rekonstrukció során pedig kiderült, hogy a hölgy állításával szemben onnan, ahol ő állt, nem is láthatta, hogy a sértett a zsebébe nyúl, vagy hogy ott mit rejteget. A bíró az eljárás során a büntetőeljárási törvény előírásai szerint többször is figyelmeztette a hamis tanúzás következményeire. A védőügyvéd elfogultsági indítványt nyújtott be a figyelmeztetések miatt. Az indítványt elutasították mivel Be. előírás a tanú figyelmeztetése. A tanú ennek ellenére kitartott álláspontja mellett. Hamis tanúzás miatt a per jogerős lezárulta után eljárást indítottak ellene.
A bizonyítási eljárás másik kérdéses pontja az volt hogy a busz beindításával, vagy a járműre felszálló utasok okozta rázkódás kelthet-e olyan rezgéseket, amelyek hatására a vádlott olyan mértékben veszti el az egyensúlyát, hogy azt korrigálni már nem lehet, és a szúrás elkerülhetetlen. A helyszíni bizonyítás eredménye szerint erre a kérdésre a válasz határozott nem.
Vizsgálták a különböző verziók életszerűségét is. A vádlottak hatan voltak, 5 fiú, és egy lány, katonai gyakorló ruhában, kardokkal, és pajzsokkal felfegyverezve. A sértett ugyan nagydarab, és fiatal kora ellenére súlyos egyéniség, két társa viszont alig 13 éves, szőke, kék szemű alacsony, és sovány. Egyikük alig 33 kg volt. A bíróság nem találta életszerűnek hogy a sértettek támadtak volna ilyen erőviszonyok mellett a vádlottakra. 
A védelmi helyzet ellen szólt az is, hogy bár a vádlott csak 3. próbálkozásra tudta elővenni fegyverét, a szúrás mégis oldalról érte a sértettet, és a hasán jött ki azaz a szúrás inkább a hátulról érte mintsem elölről. A közvetlen veszély semmiképpen nem volt megállapítható.
Az eredmény (maradandó fogyatékosságot okozó súlyos testi sértés) tekintetében felmerült a gondatlanság is, azonban ez kizárták mivel a vádlott és társai azonnal elhagyták a helyszínt, anélkül hogy segítséget próbáltak volna nyújtani a sértettnek. Az eljárás során a vád, és a védelem minden bizonyítási indítványának helyt adtak. Egyes nyomozati cselekményeket meg is ismételtek.

### Ítélet
A másodfokon eljáró Fővárosi Ítélőtábla jogerősen emberölés kísérletében találta bűnösnek, és 3 év 10 hónap letöltendő börtönbüntetésre ítélte Gyurcsa Mihályt. Testvére emberöléssel kapcsolatban elkövetett bűnpártolás miatti elsőfokú felfüggesztett szabadságvesztés büntetését jogerősen pénzbüntetésre mérsékelte.

## A szereplők utóélete
Patai Józsefet 2008. január 2-án előállították, mert a gyanú szerint Patai még 2007 decemberében egy társával viperával súlyosan bántalmazott egy budapesti férfit. Súlyos testi sértéssel és csoportos garázdasággal vádolják. Mivel Patainak már volt egy felfüggesztett ítélete, és elrejtőzésétől tartani lehetett, ezért elrendelték harminc napos előzetes letartóztatását. Patai Józsefet 16 hónap börtönre ítélte a bíróság életveszélyt okozó testi sértés miatt. Bizonyos vélemények szerint ez az ügy a megkérdőjelezi a Patai által elmondottakat a „Mortimer”-ügyben.
Az ügy egyik vádlottja (aki ellen külön eljárásban segítségnyújtás elmulasztása, bűnpártolás miatt folyik eljárás) a PPKE szemináriumán megjelenve azt állította, hogy ők először egybehangzóan állították, hogy a sértett kezében kés volt, azonban a tárgyalást vezető Vaskuti András bíró olyan hangnemben hívta fel az éppen aktuális tanú figyelmét a hamis tanúzással járó büntetésre, hogy ezért (sic!) a tanúk kénytelenek voltak állításukat visszavonni és a sértett verzióját elfogadni.
A védőügyvéd valóban elfogultsági indítványt nyújtott be a bírói tanács ellen, azonban csak az unokatestvér tekintetében. Az indítványt elutasították, mivel törvényi előírás a tanú figyelmeztetése.
Az állításokat megfogalmazó személy semmiféle bizonyítékot nem mutatott fel állításaira. A szemináriumon az előadás végén kérdést intézett ez ügyben Vaskúti bíróhoz aki azonban a tanúval, – aki az ügyben más eljárásban vádlottként szerepel – nem kívánta ezt megvitatni. A szemináriumon korábban a témát ismertették.
Későbbi sajtóhírek szerint „Mortimer” jó útra tért, elvégzett egy vendéglátó-ipari szakközépiskolát is, egykori „áldozata” viszont a bűn útját választotta: 2014 nyarán Patai József a legkeresettebb bűnözők toplistájának élén állt a nagy-britanniai Bolton rendőrségének nyilvántartásában, miután szamurájkarddal fenyegetett békés járókelőket a 140 ezres lakosú városban, s ezért az illetékes bíróság 2014. június 12-én elítélte.

## Az ügy visszhangja
Az eset annak idején jelentős publicitást kapott, mert komoly hírértékűnek tűnt egy olyan eset, melynek során fényes nappal, egy budapesti tömegközlekedési eszközön karddal döftek keresztül olyasvalakit, aki fiatalkorú és cigány származású volt, a tettes pedig a tanúk szerint egy harci ruhákba öltözött csoport egyik fehér bőrű tagja lehetett. A sajtó ebből azonnal rasszista indítékokra következtetett, és bár a rendőrség kezdettől fogva kitartott amellett, hogy ez egyáltalán nem indokolt, egyesek nagyon hamar rasszista támadást kezdtek emlegetni a történtek kapcsán. Az erről szóló tudósítások nyomán az egész magyar közélet felbolydult, egy ellenzéki képviselő parlamenti interpellációt intézett a miniszterelnökhöz, s a politikai elit nagy része[forrás?] is azonnal elítélte az eset feltételezett rasszista indítékát – ami, mint utóbb később kiderült, nem is létezett.

## Tüntetések
Az esettel kapcsolatban fellángolt bizonyos jogvédő szervezetek és a média által mesterségesen szított antirasszista kampány. Emiatt két tüntetés is lezajlott, az első a rasszizmus ellen, döntően liberális és baloldali értelmiségiekkel. Rá három napra kiderült, hogy a tettes is cigány származású, így teljesen felesleges és értelmetlen volt rögtön rasszizmust kiáltani. Polgár Tamás (Tomcat) és a Jobbik ellentüntetést jelentett be ugyanoda, egy héttel később, tiltakozva a kettős mérce és a magyargyűlölet ellen.

### A rasszizmus ellen
Az eseményt a Magyar Ellenállók és Antifasiszták Szövetsége nevű szervezet a Moszkva térre hirdette meg, 2005. május 17-ére. Az eseményen 3-400 ember vett részt. Beszédet mondott Horváth Aladár, majd Tamás Gáspár Miklós és György Péter is. Tamás Gáspár Miklós mondanivalójának lényege az volt, hogy ez egy rasszista ország, majd kijelentette, hogy ő nem akar egy ilyen országban élni. (Miután később kiderült, hogy a bűncselekmény indítéka nem rasszizmus volt, Tamás Gáspár Miklós nyilvánosan is bocsánatot kért.)
A tüntetésen megjelent a Tomcat néven ismertté vált blogger, Polgár Tamás, aki nem értett egyet a tüntetéssel, mivel véleménye szerint az eset arról szólt, hogy az egyik tetves cigánykölyök leszúrta a másikat, aztán megijedtek, és gyorsan megegyeztek, hogy kitalálják a mesét a gonosz skinheadekről, nem pedig rasszizmusról. Tomcat egy „Cigányokat bántani tilos!” táblával és egy „I support the worldwide jewish plot” (Támogatom a zsidó világösszeesküvést) feliratú pólóban érkezett. Saját állítása szerint a tüntetésen részt vevők közül többen életveszélyesen megfenyegették, egy férfi rá is támadt, dulakodás keletkezett. A rendőrség közbeavatkozott, elvezetve Polgárt, akihez szintén saját állítása szerint később mentőt is hívtak.

### A magyargyűlölet ellen
Az ellentüntetést 2005. május 29-ére Polgár Tamás, alias Tomcat, és a Jobbik szervezte meg, beszédet mondott még Molnár Balázs, Molnár Tamás és Toroczkai László is, tiltakozva a szerintük nyilvánvaló kettős mérce és magyargyűlölet ellen. Polgár szerint Magyarországon nem mérik egyenlő mércével a társadalmi csoportokat, véleménye szerint nem nácizmus, hanem a hülyeség tombol. Idézett számokat, miszerint kb. 9-szer több roma ül a magyar börtönökben százalékarányban, mint a többségi fehér társadalom, majd hevesen kritizálta a médiát és a liberális értelmiséget. Beszédében végig hangsúlyozta, hogy zéró toleranciára van szükség az ilyen emberek ellen, majd többször használta a „cigánybűnözés” szót, kiemelve, hogy ez nem minden cigányra vonatkozik. A megmozdulás végén a résztvevők pénzt gyűjtöttek Tamás Gáspár Miklósnak a romániai vonatjegyére, reagálva az előző héten elhangzott beszédére.

### Hasonló esetek
2020. május 22-én a főváros V. kerületében található Erzsébet téren egy 18 éves fiatal késsel megölt egy 16 és egy 21 éves fiút. Röviddel később olyan híresztelések terjedtek el, miszerint a gyilkos romaszármazású, melyre válaszul a Mi Hazánk Mozgalom Újpest FC drukkerekkel tüntetést szervezett a Országos Roma Önkormányzat VII. kerületi, Dohány utcai székháza elé, majd más utcákon és tereken is áthaladtak, közben kiáltozták: Igen is van cigánybűnözés! Végül kiderült, hogy a hír nem volt egyéb rosszindulatú mendemondánál, mert az elkövető nem volt roma származású. Ennek kapcsán a sajtóban párhuzamot vontak a Mortimer-ügy körüli hisztériával.